# Zračna luka Tbilisi
Zračna luka Tbilisi (stari naziv Zračna luka Novoalexeyvka
IATA kod: TBS, ICAO kod: UGTB) je glavna međunarodna zračna luka u Gruziji, nalazi se 17 km jugoistočno od glavnog grada Tbilisija.
Prvi zgrada terminala zračne luke izgrađena je 1952. godine u staljinističkom stilu, arhitekt je bio V. Beridze. Novi terminal je dovršen 1990. godine, osmišljen u međunarodnom stilu. Godine 1981.  Zračna luka Tbilisi je bila 12. po veličini u Sovjetskom Savezu, s 1.478.000 putnika na tzv. središnjim linijama, odnosno na letovima unutar SSSR-a.  Godine 1998. broj putnika je pao na 230.000 godišnje.
U veljači 2007. završen je projekt obnove zračne luke, do koje vodi željezniča pruga te avenija Georgea W. Busha.
Zračna luka ima suvremeni i funkcionalni dizajn. To je osmišljeno kako bi osigurao optimalan protok putnika i prtljage od parkinga do zrakoplova, s 25.000 četvornih metara ukupne korisne površine. Godine 2014. zabilježeno je 1.575.386 putnika godišnje, što je povećanje za 9.7% u odnosu na prethodnu godinu.

## Vanjske poveznice
- Službena stranica